# آندسیلیک اسید
آندسیلیک اسید (به انگلیسی: Undecylic acid) با فرمول شیمیایی C۱۱H۲۲O۲ یک ترکیب شیمیایی است. که جرم مولی آن 186.29 g/mol می‌باشد. شکل ظاهری این ترکیب، بلورهای بی‌رنگ است.